# Trisetum argenteum
Trisetum argenteum är en gräsart som först beskrevs av Carl Ludwig von Willdenow, och fick sitt nu gällande namn av Johann Jakob Roemer och Schult.. Trisetum argenteum ingår i släktet glanshavren, och familjen gräs. Inga underarter finns listade i Catalogue of Life.